# هجوم السويداء (يونيو 2018)
هجوم السويداء هو هجوم بدأ في 7 يونيو/حزيران في المناطق الريفية من محافظة السويداء في جنوب سوريا،  وذلك بعد الاتفاق الذي عقده تنظيم الدولة الإسلامية (داعش) والحكومة السورية إبّانَ هجوم جنوب دمشق (أبريل–مايو 2018).

## الهجوم
بدأ الهجوم في 7 يونيو/حزيران وذلك بعد عدة أيام من القصف المدفعي والجوي من الجيش السوري على مواقع داعش في الجزء الشمالي الشرقي من محافظة السويداء. تقدّم الجيش النظامي على بعد 12 كيلومترا في اليوم الأول باتجاه قرية خربة أمباشي، ثمّ استولى على أربعة قرى أخرى. استمرت القوات الحكومية في التقدم خلال اليومين التاليين وبحلول 9 حزيران/يونيو كان الجيش النظامي على مسافة 15 كيلومترا من معقل داعش في المدينة. في 13 يونيو/حزيران؛ كانت القوات الحكومية قد فشلت في السيطرة على كامل جيوب تنظيم داعش الذي حاول نهج تكتيك الحروب وسياسة الضرب والانسحاب.
اشتبكَ الجيش في 16 حزيران/يونيو مع داعش الجزء الشمالي الشرقي من المحافظة كما قام بقصف عدة قرى بالمدفعية الثقيلة. استهدف سلاح الجو السوري كذلك مواقع داعش في قرى ومناطق أخرى. في اليوم التالي؛ بدأ الجيش بإرسال المزيد من القوات إلى المنطقة في إطار التحضير للمرحلة الثانية من الهجوم.
في 18 حزيران/يونيو تمكنت القوات الموالية للحكومة من السيطرة على بئر العبد ونقول عرعر في شمال شرق محافظة السويداء كما حققت بعض المكاسب في قرى أخرى. خلال هذه الفترة؛ عاد داعش من جديد لاستهداف القوات الحكومية والمتحالفين معها حيث نصبَ كمين أسفر عن مقتل اثنين من مقاتلي حزب الله. تراجع الجيش النظامي لكنّه عاد في اليوم الموالي للتقدم من جديد، حيث تمكن من السيطرة على بعض القرى النائية إلا أنه فقد ثمانية جنود في المنطقة خلال الاشتباكات مع التنظيم المسلح.
استطاع الجيش السوري في 21 حزيران/يونيو السيطرة على خربة حاوي حسين في الشمال الشرقي من يدِ داعش في حين تمكن هذا الأخير من قتل وجرح العديد من ضباط ومقاتلي الجيش خلال الاشتباكات في المنطقة. في اليوم التالي ووفقا لوكالة أعماق التابعة لتنظيم الدولة الإسلامية (داعش) فإن هذا الأخير قد نصب كمين للقوات السورية قرب ثل غانم مما أسفر عنه مقتل 20 من جنود الحكومة فضلا عن قائد من الجيش السوري كما تمكن التنظيم من تدمير دبابتين وسيارة أخرى. ردّ الجيش السوري على ذلك حيث استولى على قرية أبو جبل وما يُحيط بها.

## ما بعد الهجوم
في 25 حزيران/يونيو ذكرت وكالة أعماق أن تنظيم داعش قد هاجم الجيش السوري بالقرب من بئر النعمة مما أسفر عن مقتل 9 من الجنود وتدمير عربتان.
بحلول 14 تموز/يوليو؛ شنّ داعش هجوما ضد القوات الموالية للحكومة في الجزء الشمالي الشرقي من المحافظة كما هاجم ثكنة عسكرية أخرى لكنه لم يُحقق أي مكاسب إقليمية باستثناء إيقاع عدة إصابات في صفوف القوات الموالية للحكومة.
نفذ داعش في 25 تموز/يوليو هجومًا كبيرا داخل محافظة السويداء مما أسفر عن مقتل أكثر من 250 شخصًا غالبيتهم من المدنيين. بدأ الهجوم من خلال استهداف مواقع للقوات الحكومية في جميع أنحاء المدينة ونقاط التفتيش وبعد نفاد ذخيرة المقاتلين قاموا بتفجير الأحزمة الناسفة ثم حاولوا تنفيذ هجومين آخرين ولكن سلاح الجو السوري منعهم من ذلك. تبيّن فيما بعد أن الجيش السوري قد تكاسل -وربما تواطئ- مع عمليات داعش بل ربما سمح له عمدًا بدخول مدينة السويداء المُعارضة لحكومة الأسد.
قام داعش بحلول الأول من آب/أغسطس بتنفيذ غارة على قاعدة جوية روسية-سورية ثم ادعوا في وقت لاحق أن الهجوم قد أسفر عن تدمير طائرتين حربيتين و6 طائرات بدون طيار. ومع ذلك فقد أكدت مصادر تابعة للحكومة السورية أن قوات الأمن قد تمكنت من إحباط الهجوم.